# Ле-Валь-д'Окр
Ле-Валь-д'Окр (фр. Le Val d'Ocre) — муніципалітет у Франції, у регіоні Бургундія-Франш-Конте, департамент Йонна. Ле-Валь-д'Окр утворено 1 січня 2016 року шляхом злиття муніципалітетів Сент-Обен-Шато-Неф i Сен-Мартен-сюр-Окр. Адміністративним центром муніципалітету є Сент-Обен-Шато-Неф. Населення — 556 осіб (01.01.2021).